# パスカルの定理

円に内接する六角形ABCDEFの対辺の延長線の交点M、N、Pは一直線上にある。

パスカルの定理（パスカルのていり、英: Pscal's theorem , hexagrammum mysticum theorem）は、ブレーズ・パスカルが16歳のときに発見した円錐曲線に関する射影幾何学の定理である。

六角形ABCDEFの並び方を変えたもの。同じ色は対辺同士であることを表す。この場合はG、H、Kが一直線上にあることが定理の主張である。

円に内接する六角形の対辺の延長線の交点は一直線上にある。更に拡張して、二次曲線上に異なる六つの点 P1 ～ P6をとると、直線 P1P2 と P4P5 の交点 Q1、P2P3 と P5P6 の交点 Q2、P3P4 と P6P1 の交点 Q3 は同一直線上にある。この直線はパスカル線（Pascal line）と呼ばれる。
定理の証明の一つはうまく補助円を書くことで円の性質と三角形の相似だけで解くことができる。補助円を使わない証明も存在する。ブレーズ・パスカルの証明は歴史に残されていない。
また、この定理はユークリッド平面上でも有効であるが、平行など特別な場合は別途調整を行う必要がある。円錐曲線を2直線に退化させればパップスの六角形定理を得る。

## 関連する定理
この定理の双対、ブリアンションの定理によるとPiにおける接線と Pj における接線の交点を Rij とすると、3 直線 R12R45、R23R56、R34R61 は一点で交わる。
パスカルの定理はケイリー＝バッハラッハの定理の特殊な場合である。
パスカルの定理を4点に対して適応する。円錐曲線上の4点A,B,C,Dについて、六角形の対辺の交点の AB ∩ CD, BC ∩ DAと、対頂点の組(A, C)と (B, D)の接線の交点の延べ4点は共線である。これは、極と極線の関係と接触三角形の特性を用いて、証明できる。
パスカルの定理の逆はブライケンリッジ-マクローリンの定理として知られる。